# Liechtenstein na Zimowych Igrzyskach Olimpijskich 2002
Liechtenstein na Zimowych Igrzyskach Olimpijskich 2002 reprezentowało 8 zawodników.

## Kadra

### Narciarstwo alpejskie

#### Mężczyźni
| Zawodnik        | Konkurencja | Konkurencja | Konkurencja              | Konkurencja              | Konkurencja       | Konkurencja       | Konkurencja   | Konkurencja   | Konkurencja       | Konkurencja                 | Konkurencja                 | Konkurencja                 |
| Zawodnik        | Zjazd       | Zjazd       | Supergigant              | Supergigant              | Slalom gigant     | Slalom gigant     | Slalom gigant | Slalom gigant | Slalom specjalny  | Slalom specjalny            | Slalom specjalny            | Slalom specjalny            |
| Zawodnik        | Czas        | Pozycja     | Czas                     | Pozycja                  | Czas 1. przejazdu | Czas 2. przejazdu | Czas łączny   | Pozycje       | Czas 1. przejazdu | Czas 2. przejazdu           | Czas łączny                 | Pozycja                     |
| --------------- | ----------- | ----------- | ------------------------ | ------------------------ | ----------------- | ----------------- | ------------- | ------------- | ----------------- | --------------------------- | --------------------------- | --------------------------- |
| Jürgen Hasler   | 1:41,76     | 26.         | Nie ukończył konkurencji | Nie ukończył konkurencji |                   |                   |               |               |                   |                             |                             |                             |
| Marco Büchel    | 1:41,86     | 29.         | 1:23,52                  | 13.                      | 1:13,67           | 1:12,22           | 2:25,89       | 17.           |                   |                             |                             |                             |
| Michael Riegler |             |             | Nie ukończył konkurencji | Nie ukończył konkurencji | 1:16,16           | 1:14,58           | 2:30,74       | 35.           |                   |                             |                             |                             |
| Achim Vogt      |             |             |                          |                          | 1:14,84           | 1:12,74           | 2:27,58       | 23.           |                   |                             |                             |                             |
| Markus Ganahl   |             |             |                          |                          | 1:14,70           | 1:13,22           | 2:27,92       | 27.           | 51,85             | Nie ukończył 2-go przejazdu | Nie ukończył 2-go przejazdu | Nie ukończył 2-go przejazdu |

#### Kobiety
| Zawodniczka          | Konkurencja       | Konkurencja                         | Konkurencja                         | Konkurencja                         |
| Zawodniczka          | Slalom gigant     | Slalom gigant                       | Slalom gigant                       | Slalom gigant                       |
| Zawodniczka          | Czas 1. przejazdu | Czas 2. przejazdu                   | Czas łączny                         | Pozycja                             |
| -------------------- | ----------------- | ----------------------------------- | ----------------------------------- | ----------------------------------- |
| Birgit Heeb-Batliner | 1:17,29           | Dyskwalifikacja w 2-gim przejeździe | Dyskwalifikacja w 2-gim przejeździe | Dyskwalifikacja w 2-gim przejeździe |

### Biegi narciarskie

#### Mężczyźni
| Zawodnik      | Konkurencja   | czas      | Pozycja |
| ------------- | ------------- | --------- | ------- |
| Markus Hasler | Bieg na 30 km | 1:14:47,0 | 25.     |
| Stephan Kunz  | Bieg na 30 km | 1:15:56,8 | 31.     |
| Markus Hasler | Bieg na 50 km | 2:20:31,8 | 36.     |
| Markus Hasler | Bieg łączony  | 51:14,3   | 26.     |
| Stephan Kunz  | Bieg łączony  | 52:21,2   | 43.     |
| Markus Hasler | Sprint        | 2:53,3    | 12.     |
| Stephan Kunz  | Sprint        | 2:55,91   | 22.     |